# J-POP SELECTION
J-POP SELECTION（ジェイポップ・セレクション）はFM Yokohama 84.7で放送されていた、フィラー要素が強い音楽番組である。ここでは似た形式で放送されている、26時台～28時台の音楽番組についても述べる。なお、オンエアリストは、ホームページの曲目検索でチェックできる（外部リンクの項目を参照）。

## 現在放送中の番組群
※2022年3月27日現在

Sound Ocean（サウンド・オーシャン）
2017年4月2日より、毎週日曜4:30 - 5:15に放送。テーマに沿って洋楽、邦楽、新旧問わない曲をノンストップで放送する。
Hits 200（ヒッツ・トゥーハンドレッド）
2017年4月3日より、火曜(月曜深夜)の3:30 - 5:15、水曜(火曜深夜)の2:30 - 5:15、木・金曜(水・木曜深夜)の3:00 - 5:15 に放送。様々なテーマ・コンセプトに基づいて4日間に渡ってトータル約200曲をかけ続けていく。ツイッター専用ハッシュタグは「#Hits200」。なお、いずれの場合も深夜と早朝の境となる4:58.45からジングル(CHR SLOW)・周波数告知・時報を挟んでいる。
GREENROOM SELECTION（グリーンルーム・セレクション）
2021年4月3日より、毎週土曜(金曜深夜)の3:30 - 5:00に放送。音楽フェスイベント『GREENROOM FESTIVAL』出演アーティストの楽曲を、ノンストップで放送する。

## 放送を終了した番組群
MORNING FLOW（モーニング・フロウ）
2012年7月1日から「J-POP SELECTION」の枠で放送開始。新旧洋邦問わず、FMヨコハマがレコメンドするコンピレーションアルバムから選曲する、とあるが、実際はFM YOKOHAMA RADIO SHOPPING（ラジショピ）で扱っているアルバムとのタイアップ。そのため、途中に「ラララ・ラジショピ♪」というBGMに乗せたインフォメーションが入る。また、この時間帯にはなかったFM YOKOHAMAのジングルが挿入される。
GOLD HITS（ゴールド・ヒッツ）
2010年4月から、月曜と木曜に放送されている番組。60年代から90年代の洋楽のヒット曲を放送。2010年12月 - 2011年9月は木曜の放送のみ、別番組のため26:30スタート。
2012年4月から放送時間や曜日ともども大幅に拡大された。月～水は26:00 - 29:00に、木曜のみ26:30 - 29:00に放送しているが、ジングル(CHR SLOW)→周波数告知のため28:58.45には終了している。また、取り上げる音楽の幅も大きく変わっている。
（月）（木）1960年代から90年代の洋楽ヒットチャートから
（火）House,Trance,Technoなどのダンスミュージック
（水）は2000年以降の洋楽及び邦楽の隠れた名曲からヒット曲（事実上「21st Century Mix」の後継ぎ）
2013年4月から火曜のみ26:00 - 29:00、月・水・木曜は26:30 - 29:00に時間変更。
J-POP SELECTION　
2006年4月〜2012年3月
MORNING STEPSの放送時間1時間繰り上げに伴い、放送は月～木の28:00からに変更。終了時間は曜日によって異なっており、月～水は28:58.30で、木曜のみ28:29に終了している。
かつてはタイムテーブル上は29:00であるものの、ジングル(CHR SLOW)→周波数告知→クラシック音楽を流すため28:55頃で終了していた。現在もジングルと周波数告知を流すため、タイムテーブル上は29:00ではあるが、上記の時間に終了している。木曜は次番組へのステブレCM挿入のため、この時間に終わっている。なお、水曜に関しては、2010年4月～7月の間は28:30に終了していた。
2003年4月〜2006年3月、2012年4月〜2012年6月
番組表では早朝5:00 - 6:00 の放送で、金曜日と日曜日にも放送を行っていた。
終了時間は曜日によって異なっており、火～木と日は5:58.40で、金曜のみ5:29に終了し、ステブレCMを挟んで次の番組へつないでいる。
フィラー要素が強いこの番組では、J-POPの中でも1970年代～1990年代までを幅広くセレクトしている。終了2分～3分前からは、フュージョンを中心としたイントゥルメンタルを流す。オープニングとエンディング番組情報部以外でのアナウンスがない。なお、そのアナウンスをしているのは 福田浩子 アナウンサーである。
2011年の東日本大震災による計画停電および神奈川県内の鉄道運行情報が、3月14日から3月25日まで割り込みの形で放送されていた。当初は別途アナウンサーが担当していたが、のちに「MORNING STEPS」の栗原に変わった。
J-POP SELECTIONのみの特徴として、
「オンエアアーティストの事前公表」（HPなどで）
「FM yokohamaジングルが挿入されない」
「オープニング・エンディングのアナウンスが日本語」（福田アナによる日本語紹介。2010年10月末まではその他の番組も日本語アナウンス）
などがあった。
ARTIST SELECTION（アーティスト・セレクション）　
2010年4月 - 2012年3月に、火曜に放送されていた番組。週替わりで1組のアーティストに焦点を当て、そのアーティストの曲を放送。2010年8月 - 2011年3月は26:00から別番組の放送のため26:30スタートだった。2011年2月15日の放送でビートルズが初めて再登場すると、以降、同じアーティストの再特集が増えていき、同年11月22日にダイアナ・ロスが久々に新しく特集されるまでの期間（同年3月 - 10月）は、すべて再特集だった（曲順、選曲は毎回変更されていたため、完全な再放送ではなかった）。翌年3月27日、ビートルズの4回目の特集を持って番組の放送は終了した。
21st Century Mix（トゥエンティファースト・センチュリー・ミックス）　
2010年4月から2012年3月まで、水曜深夜に放送されていた番組。2000年以降のヒット曲を洋邦織り交ぜて放送。
XtraMix（エクストラ・ミックス）／XtraMix Daybreak（ - デイブレイク）　
2016年4月からは深夜枠は前者タイトル、早朝は後者のタイトルで放送されるようになる。また、オンエア曲もアイドルソングや声優ソングまで多く取り扱うようになりジャンルレスとなった。
Hits Essential（ヒッツ・エッセンシャル）
2017年4月7日から2020年3月28日まで、土曜(金曜深夜)の3:00 - 5:00に放送されていた。テーマに沿った選曲をノンストップで放送。ツイッター専用ハッシュタグは「#えっせんしゃる」。